# Cervantesia
Cervantesia es un género  de plantas fanerógamas perteneciente a la familia Santalaceae. Comprende 9 especies descritas y de estas, solo 2 aceptadas.

## Taxonomía
El género fue descrito por Ruiz & Pav. y publicado en Florae Peruvianae, et Chilensis Prodromus 39. 1794 La especie tipo es Cervantesia tomentosa Ruiz & Pav.
Etimología
Cervantesia: nombre genérico que fue otorgado en honor del médico y botánico español Vicente Cervantes.

## Especies aceptadas
A continuación se brinda un listado de las especies del género Cervantesia aceptadas hasta marzo de 2015, ordenadas alfabéticamente. Para cada una se indica el nombre binomial seguido del autor, abreviado según las convenciones y usos.	
- Cervantesia bicolor Cav.
- Cervantesia tomentosa Ruiz & Pav.